# Пастушок рудокрилий
Пастушок рудокрилий (Aramides calopterus) — вид журавлеподібних птахів родини пастушкових (Rallidae). Мешкає на заході Амазонії.

## Опис
Довжина птаха становить 33-35 см. Верхня частина тіла переважно оливково-зелена, нижня частина тіла переважно сіра. На скронях і шиї з боків є яскраві рудувато-коричневі смуги. Надхвістя і хвіст чорні. Дзьоб світло-зелений, лапи червоні.

## Поширення й екологія
Рудокрилі пастушки мешкають в Еквадорі, Перу та західній Бразилії. Живуть в заболочених лісах, на берегах річок. Зустрічаються на висоті до 800 м над рівнем моря.